# Sarcodictyon catenatum
Sarcodictyon catenatum är en korallart som beskrevs av Forbes 1847. Sarcodictyon catenatum ingår i släktet Sarcodictyon och familjen Clavulariidae. Inga underarter finns listade i Catalogue of Life.